# Münchner Universitätskrawalle
Die Münchner Universitätskrawalle waren vom Nationalsozialistischen Deutschen Studentenbund inszenierte Unruhen, die Anfang Juli 1931 die Ludwig-Maximilians-Universität für mehrere Tage lahmlegten. 

## Geschichte
Anlass für die Krawalle war eine Vorlesung des Staatsrechtlers Hans Nawiasky am 23. Juni 1931, in der er den Friedensvertrag von Versailles mit vom Deutschen Reich während des Ersten Weltkriegs mit besiegten Staaten geschlossenen Friedensverträgen verglich. Nach mehreren Hetzartikeln im Völkischen Beobachter und einer kleineren Protestveranstaltung fand am 30. Juni eine Demonstration mit ca. 1200 Teilnehmern statt. Nach einer Zwangsräumung durch die Polizei wurde die Universität geschlossen und  erst am 6. Juli wiedereröffnet.